# Garreta caffer
Garreta caffer är en skalbaggsart som beskrevs av Fahraeus 1857. Garreta caffer ingår i släktet Garreta och familjen bladhorningar. Inga underarter finns listade i Catalogue of Life.